# Pavel Aleksandrov
Pour les articles homonymes, voir Aleksandrov.
 (mars 2025).
Si vous disposez d'ouvrages ou d'articles de référence ou si vous connaissez des sites web de qualité traitant du thème abordé ici, merci de compléter l'article en donnant les références utiles à sa vérifiabilité et en les liant à la section « Notes et références ».
Pavel Sergueïevitch Aleksandrov (en russe : Павел Сергеевич Александров, autre orthographe : Alexandrov ou Alexandroff) (1896-1982) est un mathématicien soviétique. 
Il est élu membre en 1953 de l'Académie des sciences d'URSS. Il a largement contribué aux domaines de la théorie des ensembles et de la topologie.

## Biographie
Pavel Alexandrov passe son enfance à Smolensk et montre de grandes aptitudes en mathématiques au lycée. C'est ainsi qu'il entre en 1913 à l'Université d'État de Moscou où il étudie avec Dmitri Egorov et Nikolai Luzin, et entre dans leur groupe de travail, Lusitania. Doutant d'avoir la capacité d'être un grand mathématicien, il quitte l'université en 1917. Il part pour Novgorod-Severskiiet ensuite pour Tchernigov, où il devient producteur de théâtre. 
Après un bref passage en prison durant la révolution, il décide de reprendre ses études à la fin de l'année 1919. Il manifeste un grand intérêt pour la topologie. Avec Pavel Urysohn, il séjourne à l'Université de Göttingen en 1923 et 1924, mais aussi en Hollande et en France. Après avoir obtenu son doctorat en 1927, il continue à travailler à l'Université d'État de Moscou et rejoint également l'institut de mathématiques Steklov.
En 1936, Alexandrov participa activement à l'offensive politique contre son homologue Luzin, connue sous le nom d’affaire Luzin. Il avait plusieurs étudiants, dont Aleksandr Kurosh, Lev Pontriaguine et Andreï Tykhonov. Il est devenu membre de l'Académie des sciences de Russie en 1953.

### Vie privée
Il se marie à Ekaterina Romanovna Eiges (d)  en 1921, mais le mariage ne dure que quelques jours. Aleksandrov est secrètement homosexuel, et déclare plus tard que  que 
« N'importe quel marriage aurait été, pour moi, une erreur. »
Il entretient une relation intense avec Pavel Urysohn, jusqu'à la mort de ce dernier. Plus tard, et jusqu'à sa propre mort, il en a une autre avec Andreï Kolmogorov.

## Honneurs
L'astéroïde (16810) Pavelaleksandrov porte son nom.